# Evippa sjostedti
Evippa sjostedti är en spindelart som beskrevs av Schenkel 1936. Evippa sjostedti ingår i släktet Evippa och familjen vargspindlar. Inga underarter finns listade i Catalogue of Life.